# Camptorrhiza
Camptorrhiza Hutch. – rodzaj wieloletnich, ziemnopączkowych roślin zielnych z rodziny zimowitowatych, obejmujący dwa gatunki: Camptorrhiza indica S.R.Yadav, N.P.Singh & B.Mathew, endemiczny dla Maharasztra w Indiach, oraz Camptorrhiza strumosa (Baker) Oberm., występujący w południowej Afryce. 
Nazwa rodzaju pochodzi od greckich słów κάμπτει (kamptei – zakręt) i ρίζα (riza – korzeń).

## Morfologia
PokrójRośliny zielne.
ŁodygaBulwa pędowa okryta tuniką.
LiścieLiście łodygowe, siedzące, równowąskie.
KwiatyKwiaty obupłciowe, szypułkowe, sześciopręcikowe, zebrane w skrętek. Okwiat zielonkawy lub różowy. Pręciki cylindryczne i zwężające się lub zgrubiałe w połowie długości. Zalążnia kulisto-jajowata, przechodząca w pojedynczą, wzniesioną szyjkę słupka.
OwoceKulisto-elipsoidalne torebki. Nasiona kuliste.
GenetykaLiczba chromosomów 2n = 22.

## Systematyka
Według Angiosperm Phylogeny Website (aktualizowany system APG IV z 2016) rodzaj zaliczany jest do plemienia Iphigenieae w rodzinie zimowitowatych (Colchicaceae), należącej do rzędu liliowców (Liliales) zaliczanych do jednoliściennych (monocots).  

## Zastosowanie
Camptorrhiza strumosa bywa rzadko spotykana w uprawie jako roślina ozdobna.